# Peder Franc
Peder Franc, född 26 september 1642 i Kvillinge församling, Östergötland, död 2 april 1714 i Nyköping, Södermanlands län, var en svensk ämbetsman.

## Biografi
Peder Franc föddes 1642 i på Kvillinge prästgård i Kvillinge församling. Han var son till kyrkoherden Petrus Petri Franc i Kvillinge församling och. Franc blev student vid leidens universitet och blev 10 december 1677 registrator i kungliga kansliet. Han blev 28 februari 1678 kommissarie i Reduktionskollegium och adlades 6 november 1678 till Franc. Ätten introducerades 1680 i Sveriges Riddarhus som nummer 943. Franc blev senare assessor i Reduktionskollegium och var 10 oktober 1693 jybgkuga nahesöts ombud. Han blev 17 februari 1698 president i Reduktionskollegium och 11 november 1710 landshövding i Södermanlands län. Franc tog 2 april 1714 avsked från tjänsten och avled samma dag i Nyköping. Han begravdes i Oljevistska graven i Strängnäs domkyrka bredvid sin hustrur. Franc vapen sattes upp i domkyrkan.

### Egendom
Franc ägde Allekloster i Bremen, Skytteholm i Ekerö socken, Berga och Janslunda i Överselö socken.

### Familj
Franc gifte sig 12 januari 1679 med sin svägerskas syster Catharina Oljeqvist (1656–1714), dotter till biskopen i Strängnäs stift och Catharina Nilsdotter Bohm. De fick tillsammans barnen Catharina Margareta Franc (1680–1754) som var gift med bankosekreteraren Peter Adlerheim, Anna Christina Franc (1681–1707) som var gift med kammarherren Carl Henrik von Schönfelt, Maria Eufrosyne Franc (1682–1751) som var gift med biskopen Nils Barschaeus i Västerås stift. Elisabet Franc (1683–1719), Ingeborg Franc (1684–1767) som var gift med översten Peter Julius Starenflycht, Hedvig Franc (född 1685), lagmannen Johan Franc (1685–1754), Ulrika Eleonora Franc (1687–1725) som var gift med ärkebiskopen Jöns Steuch, landshövdingen Pehr Franc (1689–1764), Charlotta Franc (född 1692), direktören Carl Franc (1693–1740) coch Hedvig Charlotta Franc (född 1697).